# Brachyceratops

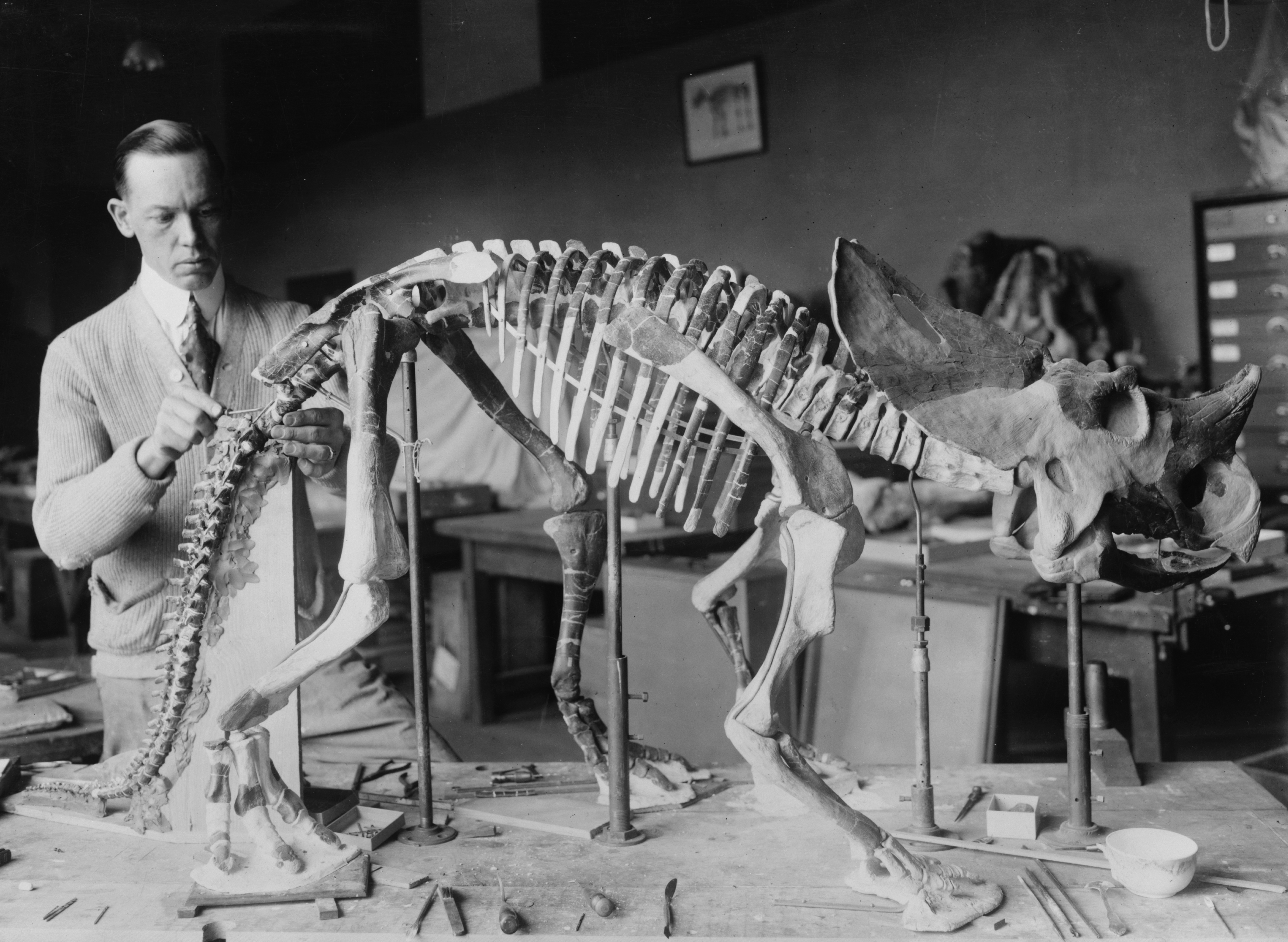
Ein Museumspaläontologe montiert eine Skelettrekonstruktion für eine Ausstellung. Historische Fotografie

 Brachyceratops  ist eine Gattung von Vogelbeckensauriern aus der Gruppe der Ceratopsidae innerhalb der Ceratopsia.

## Merkmale
Von Brachyceratops sind bislang nur die schlecht erhaltenen Überreste von Jungtieren bekannt. Diese erreichten eine Länge von knapp 2 Metern, die Größe der ausgewachsenen Tiere ist nicht bekannt. Der Schädel trug auf der Nase ein kurzes, dickes Horn, über den Augen befanden sich, wie bei den Centrosaurinae üblich, knöcherne Höcker und keine Hörner. Sie hatten einen Nackenschild, der aus dem Scheitel- und dem Schuppenbein gebildet wurde. Wie alle Ceratopsia waren sie Pflanzenfresser.

## Entdeckung und Benennung
Die Fossilien von Brachyceratops wurden in der Two-Medicine-Formation im US-Bundesstaat Montana gefunden und 1914 erstbeschrieben. Es handelt sich um die Überreste mehrerer Jungtiere, eventuell Geschwister, die nach dem Ausschlüpfen zusammengeblieben sind. Der Gattungsname leitet sich von den griechischen Wörtern brachys („kurz“) und keratops („Horngesicht“) ab. Typusart ist B. montanensis. Die Funde werden in die Oberkreide (spätes Campanium) auf ein Alter von etwa 76 bis 72 Millionen Jahre datiert.

## Systematik
Da bislang nur Jungtiere von Brachyceratops bekannt sind, ist eine systematische Einordnung schwierig. Die Merkmale sprechen für eine Zugehörigkeit zu den Centrosaurinae innerhalb der Ceratopsidae. Da sich bei den Ceratopsidae die Unterscheidungsmerkmale im Bereich der Hörner und Nackenschilde erst bei den ausgewachsenen Tieren herausbildeten, kann es sein, dass Brachyceratops nur die Jungform einer bereits bekannten Gattung darstellt. Sampson et al. plädieren daher dafür, Brachyceratops aufgrund des dürftigen Materials als nomen dubium zu führen.